# Management strategic
Managementul Strategic reprezintă o disciplină care se ocupă de gestionarea următoarea procese de management: 
1. Formularea Strategiei
2. Planificare Strategică
3. Alinierea Organizațională la Strategie
4. Integrarea Planurilor Operaționale și Bugetului cu Strategia
5. Execuția Planului Strategic aliniat organizațional și integrat operațional
6. Adaptarea Strategiei și Planului Strategic la schimbările survenite în mediul de activitate

Managementul Strategic nu trebuie confundat cu Managementul Operațional. Managementul Operațional vizează gestionarea activității cotidiene a organizației, urmărind reducerea deviațiilor de la: 
- Standardul operațional, descris prin proceduri operaționale care stabilesc cum trebuie să se deruleze activitățile organizației
- Planurile operaționale, care stabilesc parametrii de performanță care definesc succesul derulării activităților specifice
- Bugetul organizației, defalcat organizațional

Managementul Operațional se bazează metodologic pe gestionarea excepțiilor, respectiv a deviațiilor ocazionale de la standardul operațional, planurile operaționale și buget, cât și pe procesul de Îmbunătățire Continuă, care vizează eliminarea cauzelor care generează deviații recurente.
Dacă Managementul Operațional urmărește ”să facem aceleași lucruri, mai bine” (în engleză ”to do things better”), Managementul Strategic urmărește ”să facem lucrurile în mod diferit” (în engleză, ”to do things differently”) .

## Definiții
Managementul strategic este disciplina care se ocupă de gestionarea Strategiei. O astfel de definiție la limita simplismului n-ar fi relevantă decât în contextul unei definiri a ceea ce înseamnă Strategia. Motiv pentru care sunt menționate două definiții dintre cele mai precise și concise ale Strategiei, care au fost furnizate de lideri ai gândirii strategice, cu largă recunoaștere internațională.
Prima definiție a Strategiei este datorată Prof. Michael Porter și Prof. Jan Rivkin, de la Harvard Business School 
”Strategia este un set integrat de opțiuni care poziționează organizația, într-un anumit domeniu, pentru a obține rezultate superioare pe termen lung.”
A doua definiție a Strategiei este datorată Prof. Richard Rumelt, de la UCLA Anderson School of Management 
”Strategia este un set coerent de politici și acțiuni proiectate pentru a depăși cele mai importante provocări cu care se confruntă organizația.”
Conceptul de management strategic a apărut în vocabularul managementului, în 1973, în cadrul primei conferințe asupra managementului strategic organizată de I. Ansoff (SUA) la Universitatea Vanderbilt. După I. Ansoff, managementul strategic este un mod de management al firmei cu asigurarea unei legături strînse între strategie și producție. Esența modelului de management strategic al lui I.Ansoff constă în conceperea unui plan strategic care să conțină strategia globală a organizației, defalcată pe strategii administrative, financiare, strategia bazată pe piețe-produse, strategii exprimate sub forma unor obiective.Conform Business Dictionary, managementul strategic implică analiza sistematică a factorilor asociați cu clienții și concurenții (mediul extern) și organizația însăși (mediul intern) pentru a asigura baza pentru susținerea unor practici de management optim.
Michael A. Hitt et all prezintă următoarea definiție: Procesul de management strategic constă în grupul complet de angajamente, decizii și acțiuni necesare pentru ca o firmă să atingă competitivitatea strategică și să câștige venituri peste medie. Competitivitatea strategică este atinsă atunci când o firmă formulează și implementează cu succes o strategie creatoare de valoare. Veniturile peste medie sunt venituri în exces față de ceea ce un investitor se așteaptă să câștige din alte investiții cu un grad de risc similar.
Altă definiție este formulată de Gregory G.Dess et al. : Managementul strategic constă din analiza, deciziile și acțiunile pe care le întreprinde o organizație pentru a crea și a menține avantaje competitive. Această definiție evidențiază două aspecte principale. În primul rând, managementul strategic al unei oreganizații cuprinde 3 procese continue: analiză, decizii strategice și acțiuni. În al doilea rând, esența managementului strategic este studiul problemei : de ce unele firme au performanțe superioare față de altele. Astfel, managerii trebuie să determine cum trebuie să concureze organizația astfel încât să poată obține avantaje sustenabile pe termen  lung.
În anul 2008, definiția procesului de Management strategic a fost substanțial completată prin descrierea de către Drs. Robert S. Kaplan și David P. Norton a Sistemului de Management Strategic, dezvoltat pe baza cadrului formal Kaplan-Norton BSC, a cărui concepție și perfecționare a început în anul 1992, perfecționarea sa continuând și în prezent .
O altă definiție a managementului strategic, care descrie în mare măsură conținutul celor trei procese majore susmenționate este oferită de Robert Boyden Lamb (1984) : "Managementul strategic este un proces continuu care evaluează și ține sub control afacerea în care este implicată compania; îi evaluează pe concurenții săi și fixează obiectivele și strategiile pentru a-i înfrunta pe toți concurenții existenți și potențiali și apoi reevalueazâ fiecare strategie anual sau trimestrial pentru a determina cum a fost implementată și dacă a avut succes sau necesită formularea unei noi strategii pentru a înfrunta circumstanțele schimbate, noile tehnologii, noii concurenți, noul mediu economic sau un nou mediu social, financiar sau politic."

## Școli de gândire în Managementul Strategic
Henry Mintzberg et al. au constatat existența a 10 școli de gândire în strategie distincte :
- Școala environmentală (environmental school -l.engl.). Formarea strategiei are loc ca proces reactiv la presiunile impuse organizației din partea mediului extern;
- Școala cognitivă. Formarea strategiei ca proces mental;
- Școala antreprenorială. Formarea strategiei ca proces vizionar (al liderului);
- Școala  bazată pe putere (power school -l.engl.). Formarea strategiei ca proces de negociere (în interiorul organizației sau între organizații);
- Școala de poziționare. Formarea strategiei ca proces analitic (poziționare pe piață);
- Școala culturală. Formarea strategiei ca proces colectiv și corporativ;
- Strategia ca plan strategică. Strategia este tratată ca proces formalizat;
- Școala emergentă. Formarea strategiei ca proces emergent;
- Școala de concepție. Formarea strategiei ca proces de concepție;
- Școala configurativă. Formarea strategiei ca proces de transformare a organizației.

Fiecare școală de gândire reprezintă o imagine parțială a ceea ce este strategia.

## Componentele Management-ului Strategic
Una dintre principalele neânțelegeri cu privire la Strategie o reprezintă diferențierea între Concepte (cărămizi constiutive) și Procese (fluxuri de activități) care privesc Strategia.
Considerând Strategia un concept fundamental, procesul care-l gestionează este Managementul Strategic, care este format, la rândul lui, din două sub-procese: 
A. Formularea Strategiei (numită uneori și Dezvoltarea Strategiei) și 
B. Execuția Strategiei (numită uneori și Implementarea Strategiei), care include Planificarea Strategică și Execuția Planului Strategic.
A. Procesul de Formulare a Stategiei are cel puțin un sub-proces principal: Analiza Strategică. Pentru ca Analiza Strategică să poată lucra, există un număr de elemente de intrare necesare: Misiunea-Viziunea-Valorile (MVV), Aspitrațiile de Succes (sau Provocările Majore pentru care trebue formulată Strategia) și Orizontul Strategic pentru care se realizează Analiza Stategică.
La rândul său, Analiza Strategică are cel puțin două componente proprii, respectiv Opțiunile Strategice, pe cele două dimensiuni ale Strategiei: Piețele Targetate (where-to-play) și Factori Competitivi (how-to-win) și Factorii de Influență, care permit evaluarea comparativă a Opțiunilor Strategice, pe Orizontul Strategic considerat.
Cu ajutorul Analizei Strategice, se definesc mai depare în procesul de Formulare a Stratgiei, câteva componente esențiale în procesul ulterior de Planificare Strategică, respectiv Avantajul Competitiv, format din combinația de Opțiuni Strategice selectate în cadrul procesului de Analiza Strategică, Sistemul de Capabilități ale organizației, care sunt necesare pentru a susține Avantajul Competitiv și, mai precis, Opțiunile Stratgice care stau la baza lui, și cea mai importanță componentă (din perspectiva Planificării Strategice) și anume Decalajele Strategice. 
Închiderea Decalajelor Strategice permite îndeplinirea Strategiei, iar gruparea acestor decalaje permite definirea coerentă a Priorităților Strategice.
B. Procesul de Execuție a Strategiei include două sub-procese: Planificarea Strategică și Execuția Planului Strategic. Planificarea Strategică include două sub-procese, Aliniere Organizațională și Integrarea Operațională (cu Bugetul și Planurile Operaționale – Vânzări, Marketing, Producție, Aprovizionare, etc.). Ambele sub-procese depind de componenta fundamentală a întregii Execuți a Strategiei: Planul Strategic.
Planul Strataegic este realizat la nivelul organizației, și include trei sub-componente principale: Harta Stratrgiei, Scorecard-urile de Performanță, care include, la rândul lor, Indicatorii Anticipativi (în engleză Lead KPI) și Indicatorii de Rezultat (în engleză Lag KPI) și Scorecard-urile de Risc, care includ, la rândul lor, Evenimentele de Risc și Indicatorii de Risc (în engleză, KRI) și Portofoliul de Inițiative Strategice și Inițiative de Risc (sau de mitigare a riscurilor). Dintre acestea, Harta Strategiei are două sub-componente esențiale: Obiectivele Stratgice și Relațiile cauzale (de Cauză-Efect) dintre acestea, respectiv dintre Obiective Conducătoare și Obiective Conduse.
Procesul de Execuție a Planului Strategic include două sub-procese periodice și un sub-proces declanșat. Sub-procesele periodice sunt Evaluarea Execuției Planului Strategic (uzual, cu periodicitate lunară, sub forma de ședințe la nivel departamental, urmate de o ședință la nivel organizațional) și Revizuirea Modelului Strategic (uzual, cu periodicitate trimestrială). Sub-procesul declanșat este cel de Adaptare a Strategiei (și Planului Strategic), care este declanșat de Sistemul de Avertizare Timpurie (în engeză, Early-Warning System) care monitorizează invalidarea Ipotezelor Strategice utilizate în cadrul procesului de Formulare a Strategiei.

## Conținutul procesului de management strategic
Managementul Strategic vizează gestionarea unui ansamblu de procese destinate modificării deliberate a activităților operaționale, derulate în baza unui ciclu periodic de tip PDCA (Plan, Do, Check, Act), adică Planifică, Execută, Verifică, Adaptează. Aceste procese includ, în principal:
- Identificarea Orizontului Strategic, ca interval e timp multi-anual disponibil până la următul punct de inflexiune strategică majoră anticipată în domeniul sau mediul de activitate al organizației [10]
- Definirea Scenariilor Strategice care pot modifica semnificativ modul în care Opțiunile Strategice pot fi puse în practică
- Selecția și prioritizarea Portofoliului de linii de business / direcții de activitate [11], pentru organizații cu multiple linii de business / direcții de activitate
- Definirea Obiectivelor Globale care cuantifică Aspirațiile de Succes ale Strategiei organizației
- Alegerea Opțiunilor Strategice pe cele două dimensiuni ale Startegiei: A. Piețe targetate și nevoile specifice ale acestora (în engleză, ”where to play”) și B. Soluții pentru adresarea nevoilor specifice (în engleză, ”how to win”) [12]. În domenul comercial/privat, soluțiile vizează diferențierea competitivă, urmărind obținerea și păstrarea unor avantaje competitive, cu scopul creșterii afacerii și asigurarea unei profitabilități cât mai bune. În domeniul administrării publice, soluțiile vizează creșterea satisfacției contribuabililor și dezvoltarea entității teritoriale sau a sectoarelor administrate, prin creșterea atractivității pentru populație și pentru entități comerciale (investitori)
- Identificarea sistemului de Capabilități Necesare [13] pentru a susține materializarea Opțiunilor Strategic în intervalul de timp al Orizontului Strategic
- Identificarea Decalajelor Strategice dintre Capabilitățile Necesare și Capabilitățile Existente
- Validarea Fezabilității închiderii Decalajelor Strategice prin evaluarea capacității organizației de a duce la îndeplinire schimbările necesare și a disponibilității pe parcursul Orizontului Strategic a resurselor financiare, umane, materiale necesare pentru a echipa inițiativele majore destinate închideii Decalajelor Strategice
- Defalcarea Decalajelor Strategice de închis și a Obiectivelor Globale de atins pe (a) ciclurile anuale ale Orizontului Strategic și  pe (b) Portofoliul de linii de business / direcții de activitate ale organizației și multiplicarea lor pe Scenariile Strategice definite
- Gruparea Decalajelor Strategice defalcate în Obiective Strategice și identificarea relațiilor de cauză-efect (cauzale) dintre obiectivele conducătoare și obiectivele conduse (Harta Strategiei organizațională) [14]
- Definirea Indicatorilor de Rezultat (în engleză, Lag KPI) atașați fiecărui Obiectiv Startegic, identificați pe baza Decalajelor Strategice conținute, și definirea Scorecard-ului organizațional [15]
- Definirea Arborelui Țintelor, necesar identificării intervalului de încadrare a Țintelor Indicatorilor de Rezultat, pe baza cascadării decalajelor valorice procentuale ale Obiectivelor Globale de-a lungul relațiilor cauzale, până la fiecare Obiectiv Strategic și la fiecare Indicator de Rezultat atașat [16]
- Definirea și raționalizarea portofoliului organizațional de Inițiative Strategice prin care se realizează efectiv închiderea Decalajelor Strategice și, implicit, îndeplinirea Obiectivelor Strategice care le includ și construirea matricii Obiective-Inițiative [16]
- Definirea Indicatorilor Anticipativi (în engleză, Lead KPI) atașați fiecărui Obiectiv Strategic și corelați cu Inițiativele Strategice asociate acestora, cât și completarea Scorecard-ului organizațional
- Definirea pentru fiecare Obiectiv Strategic a Evenimentelor de Risc, Indicatorilor de Risc și a Apetitului de Risc, respectiv a Scorecard-ului de Risc organizațional, cât și a Inițiativelor de Risc (prevenirea evenimentelor de risc sau reducerea consecințelor lor) [16]
- Alinierea organizațională, verticală (organizație-departament) și orizontală (departament-departament, pe baza relațiilor de tip furnizor-intern - client-intern) și externă (clienți, furnizori, parteneri), cât și definirea la nivel departamental a Hărților Strategiei, Scorecard-urilor și portofoliilor de Inițiative Strategice și de Risc [16]
- Alinierea individuală dintre angajați și departamentul lor și definirea Scorecard-urilor individual (3-5 obiective) [16]
- Integrarea dintre Planul Strategic, pe de o parte, și Planurile Operaționale și Buget, pe de altă parte [16]
- Revizuirea periodică (de obicei, lunară) a rezultatelor execuției Planului Strategic și a evoluției anticipate, la nivel departamental și apoi organizațional, pe baza Scorecard-urilor, urmată de Acțiuni Corective asupra portofoliului de Inițiative Strategice și de Risc [16]
- Revizuirea periodică (de obicei, trimestrială) a componentelor Strategiei (a modelului strategic), atât a celor definite atât în cadrul procesului de Formulare a Strategiei, cât și în cadrul celor de Planificare Strategică și Aliniere organizațională, pe baza analizei și validării/invalidării ipotezelor utilizate în definirea componentelor respective, urmată de modificarea sau înlocuirea componentelor definite pe baza unor ipoteze care s-au dovedit a fi invalide [16]
- Adaptarea Strategiei în cazul în care ipoteze privind factori din mediul extern al organizației sunt invalidate, ducând fie la scurtarea ciclului de execuție a Strategiei, fie la trecerea în alt Scenariu strategic. [16]

## Modele Strategice
In literatura de specialitate asupra managementului strategic există diferite abordări ale categoriilor de modele strategice care reprezintă baza deciziilor privind selecția Opțiunile Strategice, în cadrul procesului de Formulatre a Strategiei.
Profesorul Michael E. Porter a propus  o clasificare a modelelor strategice, care a rămads cunoscută ca ”Strategiile Generice”:
- Diferențierea (în întreaga piață adresabilă)
- Costurile reduse (în întreaga piață adresabilă)
- Focalizarea asupra unei părți a pieții, pe baza unuia dintre Factorii Competitivi: Diferențierea sau Costul Redus.

Strategiile Generice sunt definite pe cele două dimensiuni ale Strategiei: Piețele Targetate (în engleză, ”where-to-play”) și Factorii Competitivi (în engleză, ”how-to-win”) (fig.1). 
Diferențierea permite obținerea unui avantaj competițional prin unicitatea (caracterul unic) al unui atribut specific al produsului oferit pe piață, fapt ce justifică un preț mai mare care este acceptat de clienți.
Costurile Reduse orientează prioritar toate eforturile întreprinderii spre obiectivul de minimizare a costurilor de aprovizionare, producție și de distribuție la niveluri sub cele ale concurenților. Promovarea acestei strategii impune eficientizarea cheltuielilor , accesul preferențial la resurse de intrare cu costuri reduse, restrângerea cheltuielilor pentru unele departamente (cercetare-dezvoltare, publicitate, vânzări etc.).
Focalizarea presupune utilizarea uneia dintre cele două strategii, dar concentrate doar asupra unei părți a pieței adresabile.
Porter a recomandat să se adopte o poziție competițională clară, bazată fie pe costuri reduse, fie pe diferențiere sau o strategie de focalizare, pentru că în caz contrar se vor obține rezultate necorespunzătoare. 
O clasificare mai recentă (2010) a modelelor strategice a fost făcută de Arnoldo C. Hax, sub denumirea Delta Model . Conform acestui model, există trei poziționări strategice generale:
1. Cel mai bun produs - Atragerea clientului prin caracteristicile unui produs superior
2. Soluția completă - Furnizarea unei solutii customizate și cât mai complete clientului, adaptată nevoile sale
3. Blocarea în sistem - Stabilirea unei pozitii dominante in piață prin poziționări care vizează modul de ofertare a produselor

1. Poziționarea Cel mai bun produs vizează obținerea unui avantaj competitiv prin caracteristici ale produsului sau seviciului oferit. Există două modele incluse în această poziționare, care se suprapun pese cele două Strategii Generice principale ale lui Porter:
- Costurile Reduse - Furnizarea, cu costurile cele mai scazute, a unor categorii ne-diferentiate de produse
- Diferențierea - Dezvoltarea facilitatilor si functiilor care fac unic un produs si permit un pret superior

2. Poziționarea Soluția completă vizează oferirea unor beneficii clientului, fără ca acestea să se refere la caracteristicile (inclusiv prețul) produsului. Există trei modele incluse în această poziționare, care sunt complementare Strategiilor Generice:
- Experiența superioară - Furnizarea unei experiente superioare clientului, pe parcursul interacției sale cu furnizorul
- Soluția Integrată - Furnizarea de cunostinte sau servicii asociate, pentru a imbunatati folosirea produsului
- Acoperirea Orizontală - Satisfacerea tuturor nevoilor conexe ale clientului (în engleză, one-stop-shop)

3. Poziționarea Blocarea în sistem vizează obținerea unei poziții dominante pe piață prin organizarea de sisteme de ofertare sau de complementare care includ, în afară de client, și alți participanți la procesul de ofertare. Există trei modele incluse în această poziționare, care sunt de asemenea complementare Strategiilor Generice:
- Canalul de vânzare exclusiv - Crearea de bariere semnificative pentru accesarea clienților de către competitori, în primul rând prin blocarea canalelor de vânzare cele mai accesibile clienților
- Punctul de tranzacționare dominant - Crearea unei interfete intre vanzatori si cumparatori, greu de evitat odata ce a atins masa critica. Acest model este cunoscut și ca Platforma multi-laterală, exemplificată prin controlul unei infrastructuri fizice (de ex. supermarket-uri) sau virtuale (de ex. magazine online, servicii de intermediere bazate pe aplicații mobile sau online), în care sunt tranzacționate produse sau servicii furnizate de către terțe părți
- Standardul proprietar - Dezvoltarea unei retele semnificative de complementori, care imbogațesc oferta produsului sau serviciului principal cu produsele sau serviciile lor complementare.

Deși este cea mai cuprinzătoare catalogare integrată a modelelor strategice și opțiunilor strategice rezultate din acestea, modelul Delta nu acoperă o serie de modele strategice recunoscute în practica formulării Strategiei, respectiv:
- Viziunea firmei bazată pe resurse, elaborată în anii 1950-1960 de un număr de lideri de opinie, dintre care s-a remarcat Edith Penrose, autoare cărții Teoria Creșterii Firmei [19]. Modelul postulează dezvoltarea unei organizației pe baza accesului unic sau preferențial la resursele critice pentru produsele sau serviciile dintr-o industrie.
- Strategia bazată pe capabilități, este un model strategic elaborat în 2009-2010 de Paul Leinwand și Cesare Mainardi, consultanți ai firmei Booz & Company (acum Strategy&, parte a firmei Price Waterhouse Coopers), și descris în cartea lor Avantajul Esențial [20]
- Modelul Inovației Disruptive, a fost dezvoltat de către Prof. Clayton Christensen (Harvard Business School) și lansat prin cartea sa Dilema Inovatorului [21]
- Modeul Strategiei Oceanului Albastru, a fost dezvoltată de Prof. W. Chan Kim și Renée Mauborgne (INSEAD) și lansat prin cartea lor The Blue Ocean Strategy [22]

## Instrumente și metode ale managementului strategic
Totalitatea liniilor de business (în sectorul privat) sau a direcțiilor de activitate (sectorul public) ale unei organizații, diversificate pe diferitele unități organizaționale, constituie portofoliul de linii de business / portofoliul de direcții de activitate al organizației.
Pentru managementul portofoliului și precizarea alternativelor strategice de urmat de unitățile organizaționale s-au elaborat diferite instrumente și tehnici de analiză, dintre care se pot menționa:
- Matricea Ansoff, elaborată de Igor Ansoff și publicată pentru prima dată în 1957, în Harvard Business Review [23]. Matricea Ansoff, cunoscută și ca matricea Ansoff de creșterea a pieței, este un instrument de planificare, care ajută la determinarea creșterii produsului și a pieței, permițând clarificarea abordării pieței și alocarea corespunzătoare a resurselor.

- Matricea BCG, elaborată de firma de consultanță managerială Boston Consulting Group (SUA) [24],  care permite definirea liniilor de business în funcție de cota de piață și ritmul lor de creștere, permițând prioritizarea alocării resurselor într-o organizație cu multiple linii de business.

- Modelul celor cinci forțe al lui Porter care definește principalele forțe care acționează în interiorul unei industrii, determinând nivelul competiției și evoluția profitabilității unei organizații care activează în industria respectivă. Modelul a fost elaborad de Prof. Michael Porter (Harvard Business School) și lansat în anul 1979 [25]

- Lanțul Valorii firmei care evidențiază fluxul principalelor activități care produc valoare în cadrul unei afaceri, i cadrul unui lanț de inter-dependențe funcționale. A fost elaborată de Prof. Michael Porter (Harvard Business School) și lansat în 1985, în cartea sa Cmpetitive Advantage [26]
- Legea Difuziei Inovațiilor evidențiază evoluția adopției de către piață a unei inovații (a unei idei sau a unui produs). A fost elaborată de Everett Rogers și publicată în 1962, în cartea sa Diffusion of Innovations [27]
- Modelul Adopției Produselor, cunoscută și drept ”curba sau ciclul hype”, evidențiază evoluția și etapele prin care trece pe parcursul vieții sale un produs nou sau o tehnologie nouă, din perspectiva interesului și adopției sale de către piață. fost introdusă și utilizată de firma Gartner Group, începând cu anul 2000 [28]
- Modelul celor trei orizonturi de creștere evidențiază orizonturile strategice relevante pentru o organizație, fiind utilizat pentru alocarea resurselor în dezvoltarea avantajului competitic curent și a celor viitoare. A fost dezvoltat în anul 2000 de către firma McKinsey & Co. [29]
- Modelul curbei consolidării descrie etapele de evoluție a unei industrii, prin prisma caracteristicilor competitorilor din industria respectivă. Este utilizată în definirea strategiei unei organizației. A fost elaborată de firma A.T. Kearney, în anul 2000 [30].